# ساحة الجمهورية (يريفان)
ساحة الجمهورية (الأرمينية: Հանրապետության հրապարակ ،Hanrapetut′yan hraparak، المعروف محليا باسم Hraparak، بالعربية «ميدان») هي ساحة البلدة المركزية في يريفان، عاصمة أرمينيا. وتتكون من قسمين: دوار بيضوي وقُسم على شكل شبه منحرف يحتوي على بركة فيها نوافير موسيقية. يحيط بالمبنى خمسة مبان رئيسية مبنية بالطفة والأصفر على الطراز الكلاسيكي الحديث مع استخدام واسع للزخارف الأرمينية. وتشمل هذه المجموعة المعمارية البيت الحكومي، ومتحف التاريخ والمتحف الوطني، وفندق أرمينيا ماريوت ووزارات الشؤون الخارجية والنقل والاتصالات. تم تصميم الساحة في الأصل من قبل ألكسندر تامانيان في عام 1924. تم تشييد معظم المباني بحلول عام 1950؛ كما شُيّد المبنى الأخير - المعرض الوطني - في عام 1977م.
خلال الفترة السوفييتية سميت بساحة لينين، وكان تمثال لينين يقف في الميدان، حيث عقدت المسيرات العسكرية مرتين (ثلاث مرات في السنة) في السنة. بعد استقلال أرمينيا تم إزالة تمثال لينين وتمت إعادة تسمية الساحة.وقد تم وصفها بأنها «الفضاء المدني الأهم في أرمينيا» و«المدينة»،«إبراز يريفان» المعماري و«المجموعة المعمارية الأكثر تميزًا في المدينة».واقترح كاتب السفر "Deirdre Holding" أنها «بالتأكيد واحدة من أفضل الساحات المركزية التي تم إنشاؤها في أي مكان في العالم خلال القرن العشرين.»

## الناحية المعمارية
تتكون الساحة من قسمين. الممر الدائري البيضاوي الذي يحتوي على نقوش حجرية في الوسط، يُقصد به أن يبدو مثل سجادة أرمنية تقليدية من الأعلى. الجزء ذو الشكل شبه المنحرف والذي يحتوي على النافورة الموسيقية أمام متحف التاريخ والمعرض الوطني.المباني حول الساحة مصنوعة من أحجار الطوف الصفراء، محصنة على مرساة أرضية مصنوعة من البازلت.

## تاريخ

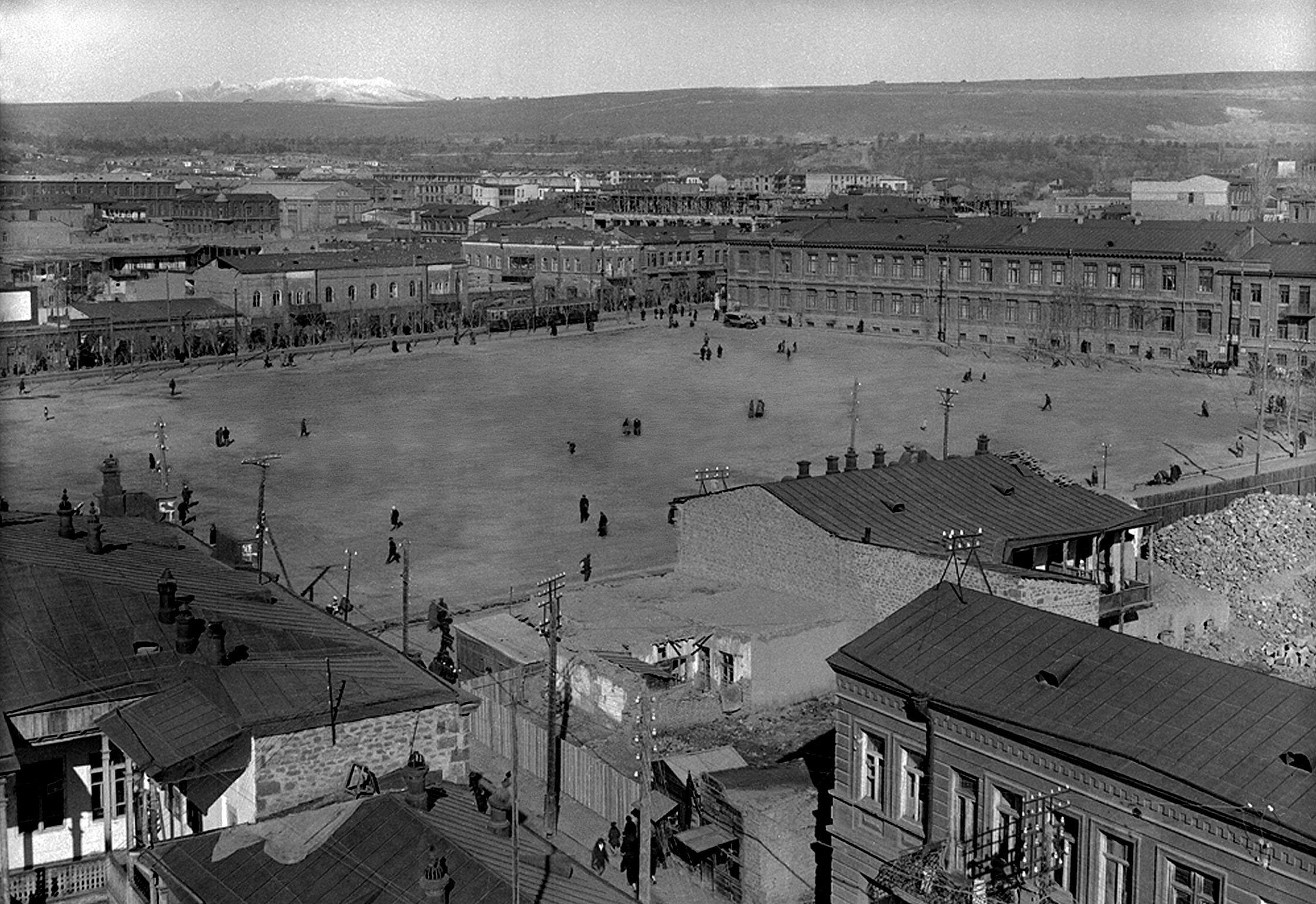
الساحة الرئيسية في يريفان في عام 1916

ساحة المدينة ذات أبعاد مختلفة في موقعها لعدة قرون.في عام 2003 تم تجديد الساحة بحفريات واسعة. وتم الكشف عن طبقة أقدم من القرن الثامن عشر إلى القرن التاسع عشر.وتم تصميم ساحة ما قبل السوفييتية بواسطة بوريس مهرايان (Megrabov) في خطته العامة في عام 1906 في يريفان.
تم تصميم الساحة الحالية من قبل الكسندر تمانيان ضمن خطته العامة لعام 1924 من يريفان. بدأ تشييد الساحة في عام 1926، عندما بدأ مبنى الحكومة.ثم تطويره حتى عام 1950 عندما تم بناء بقية المباني الخمسة وأكتمل في عام 1977، عندما تم بناء المتحف الوطني. سميت الساحة بميدان لينين (الأرمينية: Լենինի հրապարակ، لينيني هراباراك؛ الروسية: площадь Ленина ploshchad ’Lenina) للزعيم السوفييتي فلاديمير لينين، الذي أقيم تمثاله في الساحة في عام 1940 وتفكك في عام 1991، قبل استقلال أرمينيا.

## المعالم المهمة

### المباني المُحيطة
| المباني                           | التاريخ والاستخدام |
| --------------------------------- | --- |
| بيت الحكومة #1                    | المبنى هو موطن لحكومة أرمينيا (مجلس وزراء الحكومة وليس السلطة التنفيذية بأكملها). كان يضم في الأصل مفوضية الشعب (السلطة التنفيذية لأرمينيا السوفييتية). الجزء الشمالي الغربي، الذي بني في عام 1926، تم تصميمه من قبل الكسندر تمانيان.وتم تشييد المبنى الباقي من قبل جيفور تامانيان، ابن الكسندر في عام 1938وانتهى عام 1941. |
| مبنى المتاحف                      | بدأت المباني في الخمسينات من القرن العشرين مع اكتمال بناء المعرض الوطني في عام 1977.تم تصميمه من قبل مارك غريغوريان وإدوارد سارابيان.يعود جزء صغير من الفرقة، وقاعة أرنو باباجانيان للحفلات الموسيقية إلى عام 1916. |
| فندق ماريوت أرمينيا               | تم الانتهاء منه في عام 1958 وفقاً لتصميم مارك غريغوريان وإدوارد سارابين. تم مناداته بفندق أرمينيا خلال الفترة السوفيتية. حيث يعتبر الفندق الرئيسي في أرمينيا. وفيه 380 غرفة. |
| بيت الحكومة #2                    | صمم المبنى سامفيل سافاريان ورافائيل إسرائيليان وفارازدات أريفشاتيانوأكمل في عام 1955. هناك أفاريز فوق نوافذ الطابق الأول غير مكتملة.كان المبنى موطنا لوزارة الشؤون الخارجية بين عامي 1996 و2016. |
| النقابات التجارية وبناء الاتصالات | بني في عام 1933 1956، تم تصميمه من قبل مارك غريغوريان وإدوارد سارابين. كان المبنى موطناً لوزارة النقل والاتصالات حتى عام 2016. |

### تمثال لينين

تمثال لينين والبيت الحكومي يصوران على ختم سوفييتي عام 1978

تم افتتاح تمثال يبلغ طوله 7 أمتار للزعيم السوفييتي فلاديمير لينين، أقامه سيرجي ميركوروف ووقوفه فوق قاعدة بارتفاع 11 متراً، في الساحة في 24 نوفمبر 1940. يواجه النصب موقع المعرض الوطني المزمع «وسرعان ما اكتسب شهرة كبيرة كقطعة ضخمة من الفن الضخم». وتم إزالة التمثال من قاعدة التمثال في 13 أبريل 1991 قبل الحل الرسمي للاتحاد السوفييتي. «وضعت شاحنة وأمثال جثة شخص متوفى، كانت تدور حول الساحة المركزية وحولها كما لو كانت في تابوت مفتوح» بينما كان الناس يهتفون.يقع الآن في ساحة المعرض الوطني. بقي التمثال حتى صيف عام 1996، عندما تم هدمه.

### الاستبدال
كتب تير غزاريان «بعد أن تم إسقاط النصب التذكاري للينين، تم إلقاء ميزان ساحة الجمهورية، وكانت المساحة الفارغة التي كان يسكن فيها لينين معرضة لمقترحات تصميم مختلفة، ولكن لم ينجح أي منها».
في 31 ديسمبر 2000، أقيم تقاطعٌ طوله 24 مترًا مع مصابيح ضوئية في المساحة التي تركتها قاعدة لينين فارغة. اكتمل هذا التركيب عشية عام 2001، عندما احتفلت الدولة الأرمينية والكنيسة الرسولية الأرمينية بالذكرى 1700 لكونها أمة مسيحية. وأضاءت الصليب 1700 رمزية المصابيح، واستمر في مركز الاحتفالات التي وقعت طوال العام للاحتفال. ومع ذلك، في نهاية عام 2001، انتهت فترة الاحتفال وتفكيك الصليب بهدوء. بما أنه كان مؤقتًا، كان هناك القليل من النقاش الذي سبقه على الانتصاب، وكذلك بعد تفكيكه.
في فبراير 2004 ظهرت شاشة تليفزيونية بحجم لوحة الإعلانات تعرض العديد من المنظمات والمنتجات في الفضاء الفارغ.تمت إزالته في عام 2006.

### اقتراحات
عقدت عدة مسابقات في أرمينيا لاختيار بديل لتمثال لينين. أحد أكثر الاقتراحات شيوعًا هو نقل كنيسة الأرمن الأرثوذكس(ديفيد ساسون) إلى ساحة الجمهورية. وفقاً لتر-غزاريان فإن الطبيعة غير السياسية إلى حد كبير، لهذا البطل القومي الأرميني من رواية ملحمية سيكون خيارا آمنا. ومع ذلك، فقد كتبت في عام 2013 أن نقل النصب من موقعه الحالي أمام محطة يريفان للسكك الحديدية «يبدو مستبعدًا».

### نوافير
بعد سنوات من عدم التشغيل، تم تجديد النافورات الموسيقية من قبل شركة "Aquatique Show International" الفرنسيةوتكلف حوالي 1.4 مليون يورو.تم فتحها في سبتمبر2007.

### شجرة عيد الميلاد
تم تركيب شجرة عيد الميلاد في الساحة كل شهر ديسمبر منذ عام 1950 على الأقل.

### نافورة مياه الشرب

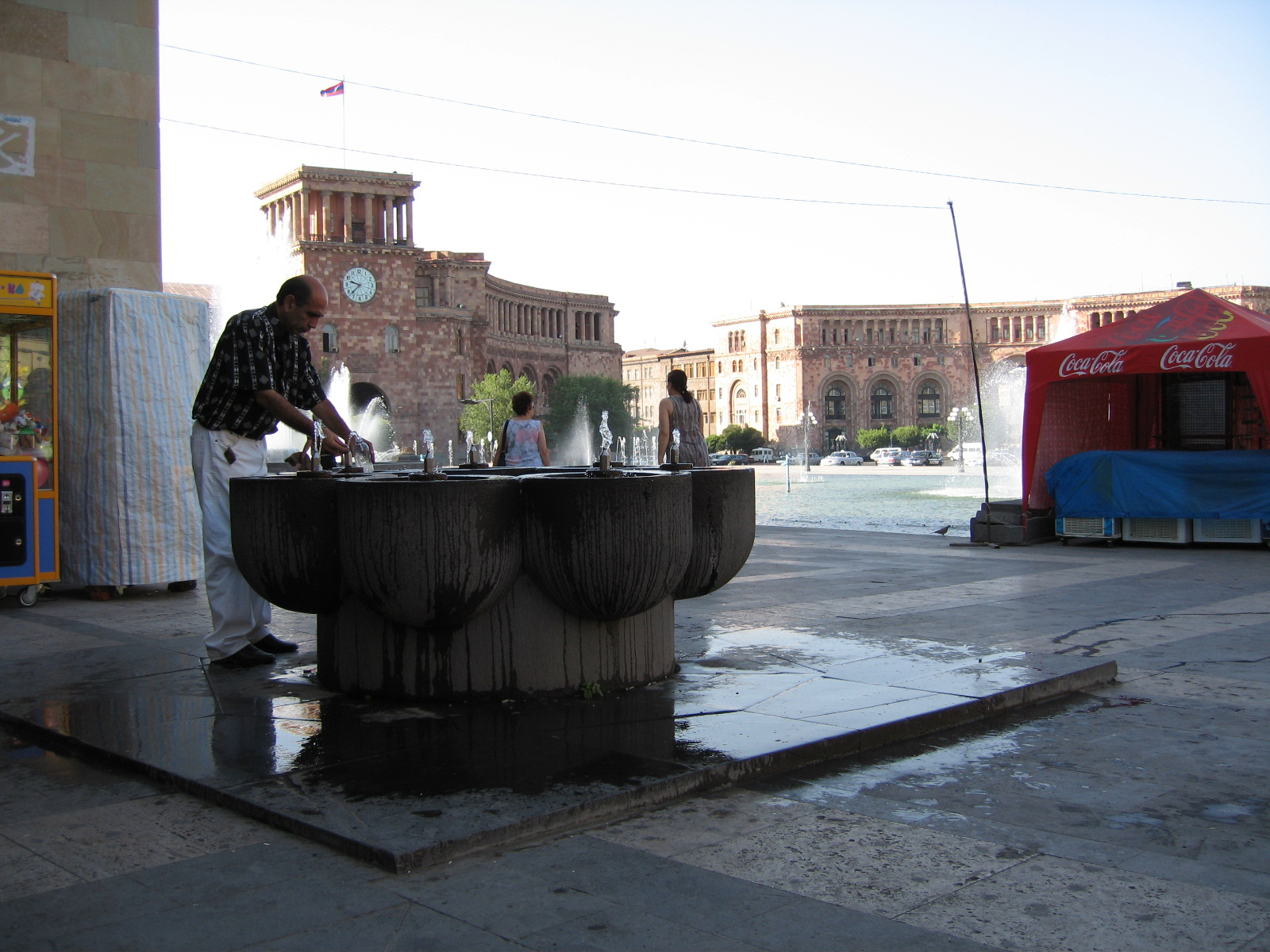
نافورة المياه

تقع نافورة مياه الشرب (المعروفة أيضًا باسم اللباب)، بجوار مباني المتاحف، وتتكون من سبع نوافير، وتسمى بالتالي يوت أغبيور («الينابيع السبعة»). تم تركيبه في الأصل في عام 1965 وتم تجديده في عام 2010.

## المناسبات والحوادث

### المسيرات
خلال الحقبة السوفييتية، أقيمت المسيرات العسكرية في 1 مايو (يوم العمال العالمي)، و9 مايو (عيد النصر على النازية، حتى 1969)و7 نوفمبر (ثورة أكتوبر). وقفت قيادة أرمينيا السوفيتية على المنصة تحت تمثال لينين. وعقدت آخر هذه العروض في عام 1988.
عُقدت المسيرات العسكرية التي تحتفل باستقلال أرمينيا في 21 سبتمبر 1996 (الذكرى السنوية الخامسة)،1999 (الذكرى الثامنة)،2006 (الذكرى الخامسة عشرة)، 2011 (الذكرى السنوية العشرين)،2016 (الذكرى 25).

### حفلات
في 30 سبتمبر 2006، قام المغني الفرنسي-الأرمن تشارلز أزنافور بحفل موسيقي في ساحة الجمهورية.
في 23 أبريل 2015، أحيت فرقة الروك الأسترالية الأمريكية «سيستم أوف أ داون» أول حفل لها في أرمينيا في ساحة الجمهورية. تم تخصيص الحفل الحر للذكرى المئوية للإبادة الجماعية للأرمن وحضره الآلاف.
في 8 يونيو 2017، قدم الفنان الهيب هوب الروسي تياماتي حفل موسيقي مجاني في الساحة، حضره أكثر من 40,000 شخص.

### مظاهرات سياسية

#### الفترة السوفييتية
في 24 أبريل 1965، جرت مظاهرات كبيرة في الساحة وفي أماكن أخرى في يريفان للاحتفال بالذكرى الخمسين للإبادة الجماعية للأرمن.
في يناير عام 1974، أحرق رازميك زوهرابيان (وهو عضو في الحزب الوطني المتحد تحت الأرض) صورة لينين في الميدان احتجاجًا على الحكم الشمولي السوفيتي.

#### أرمينيا المستقلة
في أعقاب الانتخابات الرئاسية الأرمنية 2008، عقد الرئيس المنتخب سيرج سركسيان مظاهرة تضم 60,000 - 70,000 «مؤيدين محتملين» تم جلبهم من أجزاء مختلفة من يريفان وأرمينيا في الحافلات. توجه العديد منهم نحو ساحة الحرية حيث كان يحتشد في مسيرة منافسة من قبل ليفون تير-بيتروسيان.في مارس/آذار، في أعقاب حملة القمع العنيفة للمظاهرات التي قام بها مقاتلون من تير-بتروسيان. واحتلت الساحة من قبل القوات المسلحة الأرمنية
في 4 مايو 2012 خلال تجمع الحزب الجمهوري والحفل في ساحة الجمهورية في نطاق حملة الانتخابات البرلمانية، انفجرت عشرات البالونات المملوءة بالهيدروجين؛ مما أدى إلى إصابة ما لا يقل عن 144 شخصاً.
من 17 إلى 23 إبريل 2018 تم تنظيم مظاهرات كبيرة في ساحة الجمهورية بقيادة نيكول باشينيان ضد حكومة رئيس الوزراء المنتخب حديثاً سيرج سركسيان. في 22 أبريل، عندما تم اعتقال زعيم المعارضة باشينيان، تم نشر قوات الشرطة في الساحة. تم اعتقال العشرات من المتظاهرين من الساحة. بحلول المساء، ملأ حوالي 115,000 متظاهر الساحة بأكملها والشوارع المجاورة.في اليوم التالي، في 23 أبريل بعد استقالة سركسيان، أصبح مركز الاحتفالات الجماعية. في 24 أبريل، يوم ذكرى الإبادة الجماعية للأرمن، تجمع عشرات الاحتجاجات لتنظيف الساحة وشارعها المجاور.

### أحداث أخرى
في عام 1968 تم تنظيم الاحتفال بذكرى 2750 في يريفان على الساحة مع احتفالات باهظة.
في 25 يونيو 2016، أقام البابا فرنسيس وكاريكين الثاني الصلاة المسكونية في ساحة الجمهورية.حضره حوالي 50,000 شخص.

### فهرس
- Ter-Ghazaryan، Diana K. (2013). ""Civilizing the city center": symbolic spaces and narratives of the nation in Yerevan's post-Soviet landscape". Nationalities Papers. ج. 41 ع. 4: 570–589. DOI:10.1080/00905992.2013.802766. مؤرشف من الأصل في 2020-03-05.
- Avetisyan, Kamsar [بالأرمنية] (1979). "Երևանի ընդհանուր նկարագիրը (General description of Yerevan)". Հայրենագիտական էտյուդներ [Notes on Armenian studies] (بالأرمنية). Yerevan: Sovetakan grogh. pp. 72–81. Archived from the original on 2019-08-21.
- Tigranian, Edmond (1985). "Երևանի Վ. Ի. Լենինի անվան հրապարակի քաղաքաշինական ասպեկտները [The town-building aspects of V. I. Lenin square in Yerevan]". Lraber Hasarakakan Gitutyunneri (بالأرمنية) (9): 24–29. Archived from the original on 2018-01-13.

## وصلات خارجية
- Republic Square WebCam